# 倪組
倪組（？年—？年），字惟才，又字維朱，福建福州府闽县人，匠籍。明朝政治人物。

## 生平
正德十一年（1516年）丙子科福建鄉試舉人，嘉靖五年（1526年）丙戌科第二甲第四十一名進士。初授户部主事，八年四月改任浙江道监察御史，巡按湖广，监臨嘉靖十年辛卯科湖廣鄉試。官至四川夔州府知府。

## 家族
曾祖倪潮。祖父倪珏，成化辛丑进士。父倪钦，弘治十七年举人，官靖安教谕。弟倪缉，同科进士。